# Affaire des tentatives d'empoisonnement et de coup d'État
L'Affaire des tentatives d'empoisonnement et de coup d'État est une affaire politico-judiciaire béninoise qui commence en 2012, quand Patrice Talon, homme d'affaires béninois et proche du président Thomas Boni Yayi, est accusé de tentatives d'empoisonnement et de coup d'État. Cette affaire contraint Patrice Talon à s'exiler en France.  

## Contexte politique
Soupçonné par la justice béninoise d'être impliqué dans des tentatives d'empoisonnement et de coup d'état contre le régime de Thomas Boni Yayi, Patrice Talon se réfugie en France en 2012. Un premier mandat d'arrêt international demandant son extradition vers le Bénin est délivré contre lui par la justice béninoise le mardi 23 octobre 2012. Le 29 octobre 2012, Patrice Talon s'exprime pour la première fois sur Radio France internationale (RFI), qualifie de canular l'affaire de tentative d'empoisonnement et de coup d'État et affirme qu'elle est une conséquence de son refus de soutenir Thomas Boni Yayi pour un troisième mandat lors des élections présidentielles de 2016 comme ce fut le cas pour les élections présidentielles de 2006 et de 2011. 
En décembre 2013, la cour d'appel de Paris refuse la demande d'extradition de Patrice Talon au Bénin,. Grâce à la médiation menée par l'ancien président sénégalais Abdou Diouf, le président Thomas Boni Yayi accorde un pardon en mai 2014 à Patrice Talon qui permit à ce dernier de rentrer au Bénin en 2015. 
Patrice Talon se présente aux élections présentielles de 2016 qu'il remporte aux au deuxième tour face à Lionel Zinsou, candidat soutenu par Thomas Boni Yayi.

## Arrestations et procès
Trois personnes sont arrêtées dans cette affaire. Il s'agit d'Ibrahim Mama Cisse, le médecin personnel du président, de Zoubérath Kora-Séké, une nièce de Boni Yayi employée à la présidence du Bénin, et de Mudjaidou Soumanou, l'ancien ministre du Commerce et de l'Industrie.
Lundi 4 mars 2013, un nouveau mandat d'arrêt international délivré par le procureur de la République contre Patrice Talon est annoncé.
Le vendredi 17 mai 2013, le juge du sixième cabinet d'instruction du tribunal de première instance de première classe de Cotonou prend une ordonnance de « non-lieu à poursuivre » et remet en cause non seulement l'accusation d'association de malfaiteurs, de tentative d'empoisonnement mais aussi celle de non-dénonciation de crime, le tout à l'encontre du Chef de l'État.
Le lundi 11 août 2014, la Cour d'Appel de Cotonou confirme les ordonnances de non-lieu rendues en première instance par le juge d'instruction Angelo Houssou,. Le collectif d'avocats assurant la défense des personnes mises en cause demande leur liberté. Six personnes poursuivies pour tentative d'empoisonnement en 2012 du chef de l'État Boni Yayi et de coup d'État en 2013 vont donc recouvrer la liberté.